# Robert Roccobelly
Robert Roccobelly (né le 18 avril 1974 à Aigle (VD) de son vrai nom Roberto Garieri) est un artiste de rap établi à Lausanne, Suisse, pionnier du genre eurocrunk et membre du Love Gangsta Crew. Théâtral et provocateur, Roccobelly est un artiste controversé, notamment à cause de ses paroles crues en référence au sexe. Il est aussi connu sous le titre de "plus grand artiste de rap doté du plus petit appareil génital".

## Biographie

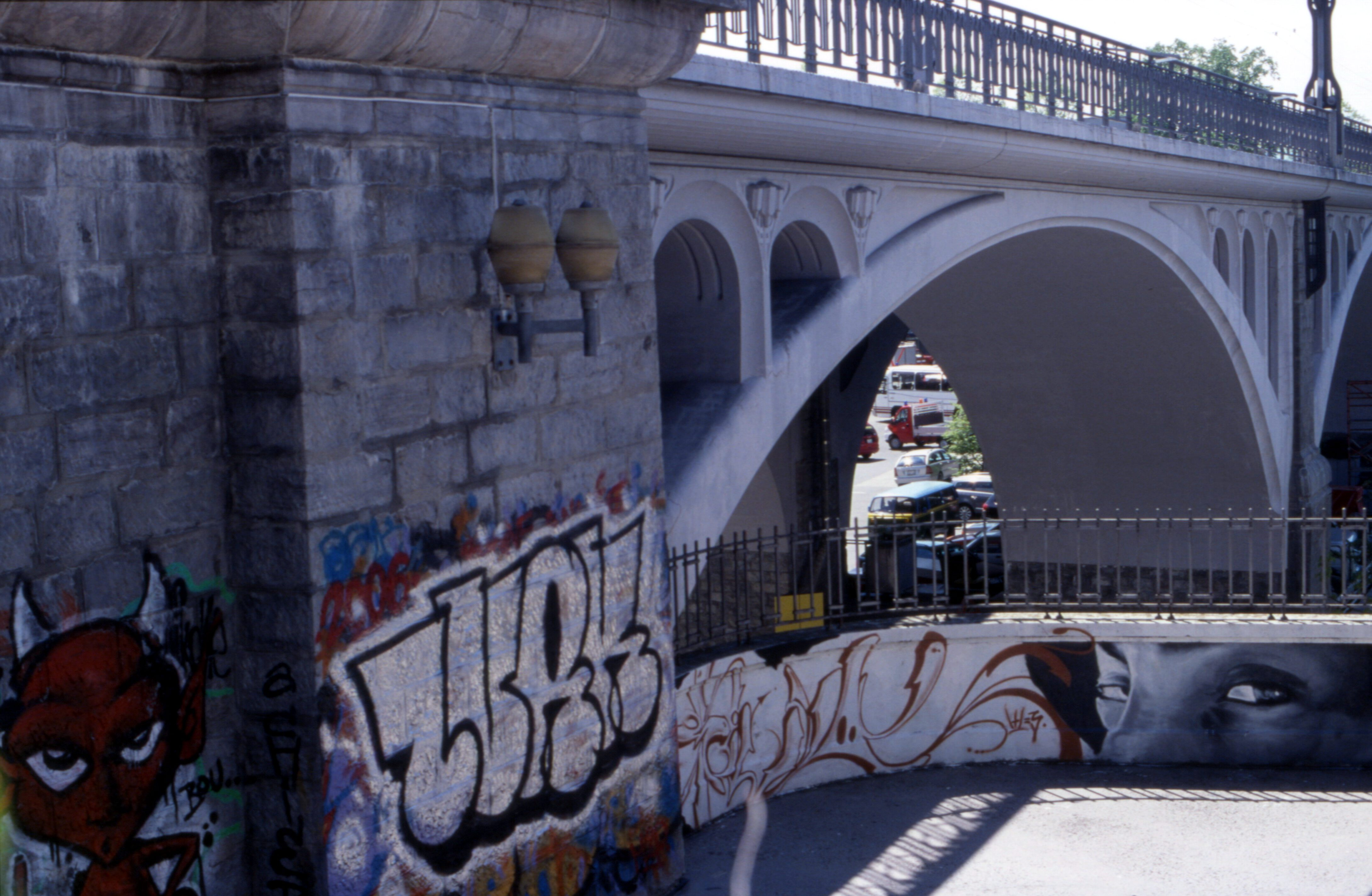
Lausanne, haut-lieu de la culture Hip-hop en Suisse.

À la suite de sa rencontre en 2004 avec Ketak (Kevin Bigler) de Sick Swan Records, il enregistre son premier album Splash sur lequel figure le titre « On the rocks » dont les paroles crues et le minimalisme de la production les font rapidement connaitre auprès de la presse et du public. Le titre "Portrait Robot" est choisi pour figurer sur la compilation "Selection fnac autoproduit 2005".
La même année, il gère le "Studio avec vue sur le lac" situé à la rue de Genève au cœur du quartier rouge Lausannois, il fonde Love Gangsta Records et avec Dr Dave Lefunk travaille sur le projet de compilation "Love is the gang vol.1" réunissant les artistes de son label tel que Mi$$ Maxxx, Plus2plus, Flashdance Master Jean-Luc et Zongo le Mathématicien. Le projet sort en 2006, et le morceau "Hey Motherfucker" est choisi par l'artiste américaine Pincess Superstar pour figurer sur son "Princess Superstar - Promo Mix (2006)".
En 2007, il enregistre son deuxième album solo "Strip Album". L'album aux paroles crues relatant le quotidien de l'artiste entouré de prostituées et de proxénètes est boudé par la presse. Malgré tout, le titre « Roccobellydance » est en repérage pendant 4 semaines (juin 2007) sur la radio nationale "couleur 3 /RSR". La même année il crée le duo "Euroluxe" avec Virginia Biacz.
En janvier 2008, il crée avec Dj Eagle (Marcus Sueur), un spectacle de théâtre musical "Rap Titan" relatant la naissance du mouvement Hip-hop dans le South Bronx de la fin des années 1970. Le spectacle se joue à guichet fermé durant les 10 premières dates de sa création au Théâtre du Grütli de Genève. Le spectacle bénéficie d'une grosse couverture médiatique et tourne entre 2008 et 2010 en Suisse, en Allemagne, en France et dans les Balkans (Kosovo, Albanie, Macédoine).
En septembre 2008, il sort avec Dj Raze la mixtape « Du Singe au Dauphin/ la mixtape évolution » et crée le spectacle « Rocco et les Roccogirls ».
En juin 2009, création du groupe « Rocco et ses frères » en hommage à Visconti, avec Don Schpak à la Batterie, So6 à la basse et plus2plus aux claviers. Initialement fondé pour adapter les classiques du répertoire de Roccobelly en live, le groupe a évolué vers un son punk-rap.
En juillet 2009, le deuxième spectacle est un récital de poèmes rappés « Baudelaire Expérience » est créé au festival de la cité à Lausanne. Robert Roccobelly rappe des poèmes tirés des fleurs du mal sur des instrumentaux produits par Dj Eagle. En juin 2011, le spectacle tourne toujours.
En janvier 2010, sortie de l'album Rap Titan. Le spécialiste du rap, Olivier Cachin écrit une chronique concernant l'album. 
À l'été 2011, sortie numérique de la mixtape réalisée en collaboration avec Dj Raze "Attraction Park".
En 2012, il sort l'album Grillz produit principalement par G-Zus Chris et d'autres beatmakers comme Goon Kid ou encore Dr Dave Lefunk. L'album est entièrement enregistré et mixé chez A.K.A Studio à Lausanne par Christian L'Eplattenier et Thomas Gloor.
Il participe au projet "One Track Live" en 2014 et écume les scènes de gros "open air" en Suisse.
Il perd son jeune frère David Garieri lors d'un accident de la circulation en novembre 2014.
À partir de 2015, il se consacre à la production et rencontre la chanteuse américaine Madafi Pierre. De cette rencontre va naître le projet MADDAM. En 2016 ils sortent leur premier album intitulé "Mind Twerking".
En 2018, le site officiel de Robert Roccobelly annonce sa mort, ce qui est manifestement un canular. Depuis 2019, il travaille en tant que comédien.

### Discographie
- 2005 Splash
- 2006 Love is the gang vol.1
- 2007 Strip Album
- 2008 Du singe au dauphin/la mixtape évolution
- 2010 Rap Titan
- 2011 Attraction Park
- 2012 Grillz

### Videos musicales
- 2005 On the rocks
- 2007 Skoutongrotruc
- 2009 Outremonde
- 2010 Pink Bikini
- 2010 Euroluxe
- 2010 Babel (sous le pseudonyme Rap Titan)[20]
- 2011 Chiller